# FIFA-Konföderationen-Pokal 2017
Der FIFA-Konföderationen-Pokal 2017 (offiziell englisch FIFA Confederations Cup 2017; russisch Кубок конфедераций 2017 Kubok konfederazi 2017) war die zehnte und letzte Ausspielung dieses interkontinentalen Fußball-Wettbewerbs für Nationalmannschaften. Das Turnier fand zwischen dem 17. Juni und dem 2. Juli 2017 in Russland statt. Da der Weltfußballverband FIFA seit 2005 den Konföderationen-Pokal als sportliche und organisatorische Generalprobe grundsätzlich an das Land vergibt, das im folgenden Jahr die Fußball-Weltmeisterschaft ausrichtet, stand Russland mit der Vergabe der Fußball-Weltmeisterschaft 2018 an den russischen Fußballverband auch als Ausrichter des Konföderationen-Pokals fest. Russlands Rolle als Gastgeber wurde am 2. Dezember 2010 bekannt gegeben.
Durch den Sieg im Finalspiel gegen Chile konnte Deutschland erstmals das Turnier gewinnen.

## Spielorte
Stadien in vier Städten dienten für den FIFA-Konföderationen-Pokal 2017 als Veranstaltungsort. Diese wurden auch für die Fußball-Weltmeisterschaft 2018 genutzt.
| Moskau |

| Kasan |

| Sankt Petersburg |

| Sotschi |

| Moskau |

| Kasan |

| Sankt Petersburg |

| Sotschi |

## Teilnehmer
Für den Wettbewerb waren folgende Nationalmannschaften qualifiziert (Platz in der FIFA-Weltrangliste im November 2016):
1. Russland als Gastgeber (55.)
2. Deutschland als Weltmeister 2014 (3.)
3. Australien als Asienmeister 2015 (48.)
4. Chile als Sieger der Copa América 2015 (4.)
5. Mexiko als Sieger des CONCACAF Cups 2015 1 (18.)
6. Neuseeland als Ozeanienmeister 2016 (110.)
7. Portugal als Europameister 2016 (8.)
8. Kamerun als Afrikameister 2017 (65.)

1  Im Entscheidungsspiel 3:2-Sieger nach Verlängerung gegen den Gold-Cup-Gewinner 2013 ( USA)

## Auslosung
Die Auslosung fand am 26. November 2016 in Kasan statt. Der Spielplan wurde am 24. Juli 2015 bekannt gegeben. Für die Auslosung wurden Gastgeber Russland, Weltmeister Deutschland, Südamerikameister Chile und Europameister Portugal, die in der FIFA-Weltrangliste im November 2016 die höchsten Plätze belegten, in Topf 1 gesetzt. Mexiko, Australien, Neuseeland und der zu dem Zeitpunkt noch nicht feststehende Afrikameister des Jahres 2017 (Kamerun) kamen in Topf 2. Zudem wurde Russland als Gruppenkopf von Gruppe A festgelegt.
Es ergaben sich Änderungen zu den bisherigen Losverfahren: Zum einen war der amtierende Weltmeister nicht mehr als zweiter Gruppenkopf gesetzt. Zum anderen galt durch die Teilnahme dreier europäischer Mannschaften nicht mehr die Regel, dass zwei Teams aus demselben kontinentalen Verband in der Gruppenphase nicht aufeinander treffen dürfen, nun durften es höchstens zwei sein.
| Gruppe A   | Gruppe B    |
| ---------- | ----------- |
| Russland   | Kamerun     |
| Neuseeland | Chile       |
| Portugal   | Australien  |
| Mexiko     | Deutschland |

## Vorrunde
Zeitangaben in Ortszeit UTC+3, dahinter in Klammern die Mitteleuropäische Sommerzeit (MESZ) (UTC+2).

### Gruppe A
| Pl. | Land       | Sp. | S | U | N | Tore    | Diff. | Punkte |
| --- | ---------- | --- | - | - | - | ------- | ----- | ------ |
| 1.  | Portugal   | 3   | 2 | 1 | 0 | 007:200 | +5    | 07     |
| 2.  | Mexiko     | 3   | 2 | 1 | 0 | 006:400 | +2    | 07     |
| 3.  | Russland   | 3   | 1 | 0 | 2 | 003:300 | ±0    | 03     |
| 4.  | Neuseeland | 3   | 0 | 0 | 3 | 001:800 | −7    | 0      |

|                                                                      |   |            |           |
| Sa., 17. Juni 2017 um 18:00 Uhr (17:00 Uhr MESZ) in Sankt Petersburg |   |            |           |
| Russland                                                             | – | Neuseeland | 2:0 (1:0) |
| So., 18. Juni 2017 um 18:00 Uhr (17:00 Uhr MESZ) in Kasan            |   |            |           |
| Portugal                                                             | – | Mexiko     | 2:2 (1:1) |
| Mi, 21. Juni 2017 um 18:00 Uhr (17:00 Uhr MESZ) in Moskau            |   |            |           |
| Russland                                                             | – | Portugal   | 0:1 (0:1) |
| Mi, 21. Juni 2017 um 21:00 Uhr (20:00 Uhr MESZ) in Sotschi           |   |            |           |
| Mexiko                                                               | – | Neuseeland | 2:1 (0:1) |
| Sa., 24. Juni 2017 um 18:00 Uhr (17:00 Uhr MESZ) in Kasan            |   |            |           |
| Mexiko                                                               | – | Russland   | 2:1 (1:1) |
| Sa., 24. Juni 2017 um 18:00 Uhr (17:00 Uhr MESZ) in Sankt Petersburg |   |            |           |
| Neuseeland                                                           | – | Portugal   | 0:4 (0:2) |

### Gruppe B
| Pl. | Land        | Sp. | S | U | N | Tore    | Diff. | Punkte |
| --- | ----------- | --- | - | - | - | ------- | ----- | ------ |
| 1.  | Deutschland | 3   | 2 | 1 | 0 | 007:400 | +3    | 07     |
| 2.  | Chile       | 3   | 1 | 2 | 0 | 004:200 | +2    | 05     |
| 3.  | Australien  | 3   | 0 | 2 | 1 | 004:500 | −1    | 02     |
| 4.  | Kamerun     | 3   | 0 | 1 | 2 | 002:600 | −4    | 01     |

|                                                                      |   |             |           |
| So., 18. Juni 2017 um 21:00 Uhr (20:00 Uhr MESZ) in Moskau           |   |             |           |
| Kamerun                                                              | – | Chile       | 0:2 (0:0) |
| Mo., 19. Juni 2017 um 18:00 Uhr (17:00 Uhr MESZ) in Sotschi          |   |             |           |
| Australien                                                           | – | Deutschland | 2:3 (1:2) |
| Do., 22. Juni 2017 um 18:00 Uhr (17:00 Uhr MESZ) in Sankt Petersburg |   |             |           |
| Kamerun                                                              | – | Australien  | 1:1 (1:0) |
| Do., 22. Juni 2017 um 21:00 Uhr (20:00 Uhr MESZ) in Kasan            |   |             |           |
| Deutschland                                                          | – | Chile       | 1:1 (1:1) |
| So., 25. Juni 2017 um 18:00 Uhr (17:00 Uhr MESZ) in Sotschi          |   |             |           |
| Deutschland                                                          | – | Kamerun     | 3:1 (0:0) |
| So., 25. Juni 2017 um 18:00 Uhr (17:00 Uhr MESZ) in Moskau           |   |             |           |
| Chile                                                                | – | Australien  | 1:1 (0:1) |

## Finalrunde

### Halbfinale
|                                                             |   |        |                      |
| Mi., 28. Juni 2017 um 21:00 Uhr (20:00 Uhr MESZ) in Kasan   |   |        |                      |
| Portugal                                                    | – | Chile  | 0:0 n. V., 0:3 i. E. |
| Do., 29. Juni 2017 um 21:00 Uhr (20:00 Uhr MESZ) in Sotschi |   |        |                      |
| Deutschland                                                 | – | Mexiko | 4:1 (2:0)            |

### Spiel um Platz 3
|                                                           |   |        |                      |
| So., 2. Juli 2017 um 15:00 Uhr (14:00 Uhr MESZ) in Moskau |   |        |                      |
| Portugal                                                  | – | Mexiko | 2:1 n. V. (1:1, 0:0) |

### Finale
|                                                                     |   |             |           |
| So., 2. Juli 2017 um 21:00 Uhr (20:00 Uhr MESZ) in Sankt Petersburg |   |             |           |
| Chile                                                               | – | Deutschland | 0:1 (0:1) |

## Torschützenliste

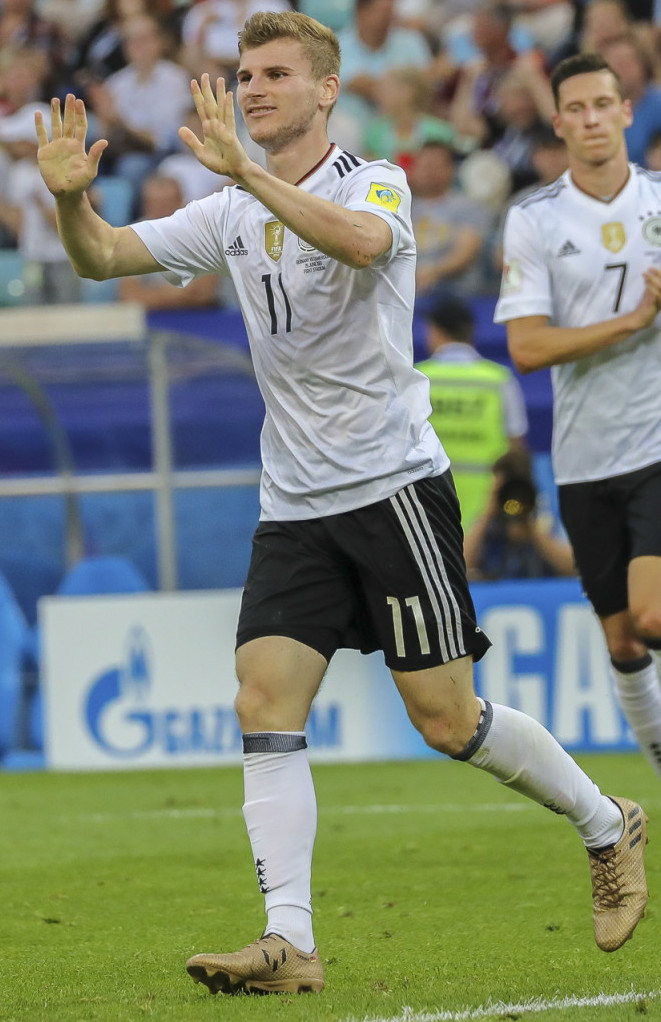
Timo Werner,
Gewinner des Goldenen Schuhs

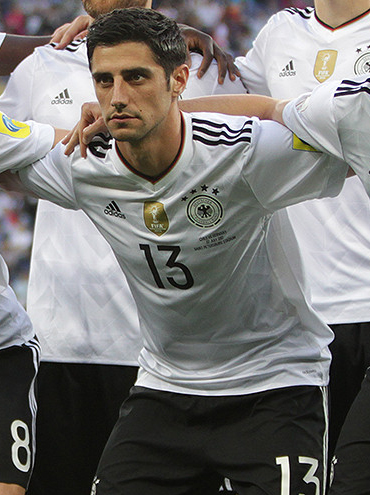
Lars Stindl,
Gewinner des Silbernen Schuhs

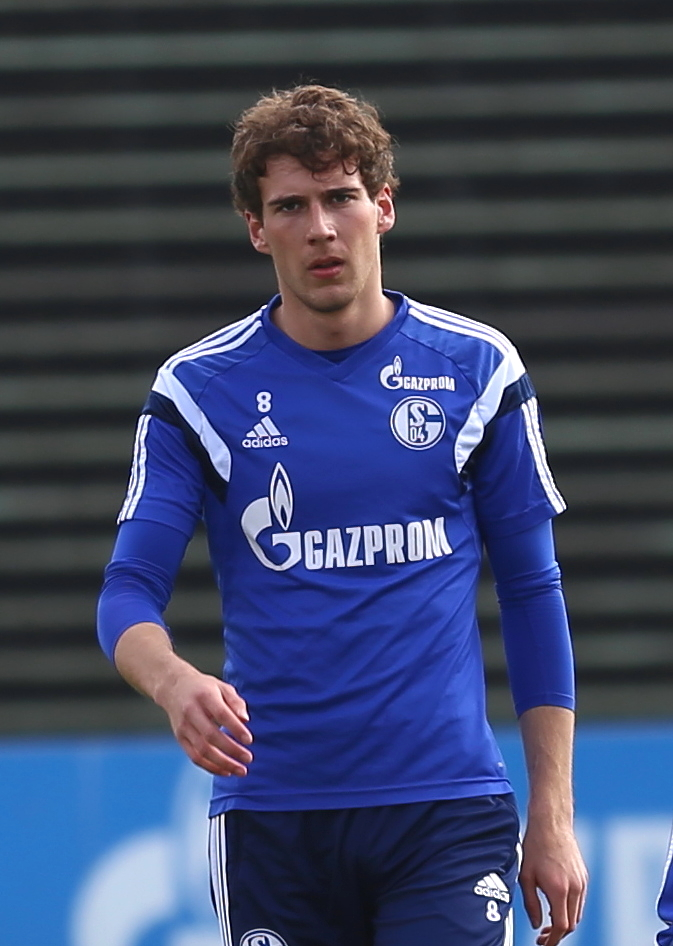
Leon Goretzka,
Gewinner des Silbernen Schuhs

Nachfolgend aufgelistet sind die Torschützen der Endrunde. Die Sortierung erfolgt nach Anzahl der geschossenen Tore, bei gleicher Trefferzahl sind die Vorlagen und danach die Spielminuten ausschlaggebend.
| Rang | Spieler                       | Tore | Vorlagen | Spielminuten |
| ---- | ----------------------------- | ---- | -------- | ------------ |
| 1    | Timo Werner Goldener Schuh    | 3    | 2        | 292          |
| 2    | Lars Stindl Silberner Schuh   | 3    | 0        | 336          |
| 2    | Leon Goretzka Silberner Schuh | 3    | 0        | 337          |
| 4    | Cristiano Ronaldo             | 2    | 1        | 367          |
| 5    | Marco Fabián                  | 1    | 1        | 133          |
| 6    | Ricardo Quaresma              | 1    | 1        | 252          |
| 7    | Alexander Samedow             | 1    | 1        | 270          |
| 8    | André Silva                   | 1    | 1        | 372          |
| 9    | Eduardo Vargas                | 1    | 1        | 421          |
| 10   | Alexis Sánchez                | 1    | 1        | 422          |
| 11   | Julian Draxler                | 1    | 1        | 431          |
| 12   | Arturo Vidal                  | 1    | 1        | 480          |
| 13   | Amin Younes                   | 1    | 0        | 19           |
| 14   | Kerem Demirbay                | 1    | 0        | 77           |
| 15   | Martin Rodriguez              | 1    | 0        | 87           |
| 16   | James Troisi                  | 1    | 0        | 134          |
| 17   | Tom Rogic                     | 1    | 0        | 150          |
| 18   | Oribe Peralta                 | 1    | 0        | 162          |
| 19   | Hirving Lozano                | 1    | 0        | 194          |
| 20   | Nani                          | 1    | 0        | 195          |
| 21   | Bernardo Silva                | 1    | 0        | 218          |
|      | Tomi Juric                    | 1    | 0        | 218          |
| 23   | Adrien Silva                  | 1    | 0        | 255          |
| 24   | Fjodor Smolow                 | 1    | 0        | 258          |
| 25   | Frank Anguissa                | 1    | 0        | 269          |
| 26   | Mark Milligan                 | 1    | 0        | 270          |
|      | Chris Wood                    | 1    | 0        | 270          |
|      | Vincent Aboubakar             | 1    | 0        | 270          |
| 29   | Raúl Jiménez                  | 1    | 0        | 286          |
| 30   | Cédric Soares                 | 1    | 0        | 300          |
| 31   | Chicharito                    | 1    | 0        | 355          |
| 32   | Pepe                          | 1    | 0        | 390          |
| 33   | Néstor Araujo                 | 1    | 0        | 413          |
| 34   | Héctor Moreno                 | 1    | 0        | 425          |

Außerdem gab es je ein Eigentor von Michael Boxall (Neuseeland) im Eröffnungsspiel gegen Russland und von Neto (Portugal) im Spiel um Platz 3 gegen Mexiko.

## Auszeichnungen

### Goldener Ball
Julian Draxler wurde von der FIFA als bester Spieler des Konföderationen-Pokals 2017 mit dem Goldenen Ball prämiert. Den Silbernen Ball erhielt der Chilene Alexis Sánchez, den Bronzenen Ball Leon Goretzka.

### Goldener Schuh
Den Goldenen Schuh für den Torschützenkönig des Turniers erhielt Timo Werner für seine drei Tore und zwei Vorlagen. Seine Mannschaftskollegen Lars Stindl und Leon Goretzka teilten sich den Silbernen Schuh; sie kamen ebenfalls auf drei Tore, konnten aber im Gegensatz zu Werner keine Torvorlagen verbuchen.

### Goldener Handschuh
Der chilenische Torhüter Claudio Bravo wurde von der FIFA zum besten Torwart des Turniers ernannt.

### Fairplay-Auszeichnung
Deutschland erhielt die Fairplay-Auszeichnung der FIFA. Die Nationalmannschaft kassierte nur acht Gelbe Karten während des Turniers und fiel laut FIFA auch abseits des Platzes positiv auf.

### Tor des Turniers
In einer Internetabstimmung auf der Seite der FIFA waren die Zuschauer aufgefordert, das schönste Tor aus fünf Vorschlägen zu wählen. Tausende Fans beteiligten sich. Mit 55 Prozent der Stimmen wurde der Treffer des Mexikaners Marco Fabián zum zwischenzeitlichen 1:3 im Halbfinale gegen Deutschland zum Tor des Turniers gewählt.

## Gesperrte Spieler und Trainer
- Pepe für das Halbfinale gegen Chile nach zwei Gelben Karten in der Gruppenphase
- Andrés Guardado für das Halbfinale gegen Deutschland nach zwei Gelben Karten in der Gruppenphase
- Juri Schirkow voraussichtlich für das WM-Eröffnungsspiel[15] nach Gelb-Roter Karte im letzten Gruppenspiel gegen Mexiko
- Ernest Mabouka voraussichtlich für mindestens ein WM-Qualifikationsspiel nach Roter Karte im letzten Gruppenspiel gegen Deutschland
- Juan Carlos Osorio (Trainer von Mexiko) für sechs Pflichtspiele, u. a. beim CONCACAF Gold Cup 2017, aufgrund ehrverletzender Worte und aggressivem Verhalten gegenüber den Spieloffiziellen im Spiel um Platz 3[16]

## Schiedsrichter
Am 27. April 2017 gab die FIFA eine Liste mit neun Unparteiischen aus fünf Kontinentalverbänden bekannt, die beim Konföderationen-Pokal 2017 zum Einsatz kommen sollen. Die neun Schiedsrichter wurden von jeweils zwei Assistenten unterstützt. Komplettiert wurde das Feld von acht Video-Assistenten aus fünf Kontinentalverbänden sowie dem unterstützenden Schiedsrichter Abdelkader Zitouni aus Tahiti (Oceania Football Confederation). Schiedsrichter aus dem deutschsprachigen Raum waren erstmals seit der Austragung 1999 nicht nominiert worden. Die Schiedsrichter Gassama, Geiger, Pitana, Roldán und Mažić waren schon bei der Weltmeisterschaft 2014 im Einsatz, die diesjährigen Video-Assistenten Ermatov und Ricci waren auch bei der Weltmeisterschaft 2014, Ermatov zudem beim Konföderationen-Pokal 2013 als Hauptschiedsrichter nominiert.
| Verband  | Schiedsrichter   | Assistenten                            | Spiele | Spiele (4. Off.) |    |   |   | Video-Assistenten                        |
| -------- | ---------------- | -------------------------------------- | ------ | ---------------- | -- | - | - | ---------------------------------------- |
| AFC      | Fahad al-Mirdasi | Abdullah al-Shalwai Mohammed al-Abakry | 2      | 1                | 10 | 3 | 0 | Ravshan Ermatov                          |
| AFC      | Alireza Faghani  | Mohammadreza Mansouri Reza Sokhandan   | 2      | 1                | 11 | 0 | 0 | Ravshan Ermatov                          |
| CAF      | Bakary Gassama   | Jean-Claude Birumushahu Marwa Range    | 1      | 0                | 4  | 0 | 0 | Malang Diedhiou                          |
| CONCACAF | Mark Geiger      | Joe Fletcher Charles Morgante          | 2      | 2                | 6  | 0 | 0 | Jair Marrufo                             |
| CONMEBOL | Néstor Pitana    | Juan Pablo Belatti Hernán Maidana      | 2      | 2                | 5  | 0 | 0 | Enrique Cáceres Sandro Ricci             |
| CONMEBOL | Wilmar Roldán    | Cristian De La Cruz Alexander Guzmán   | 2      | 1                | 1  | 0 | 1 | Enrique Cáceres Sandro Ricci             |
| UEFA     | Milorad Mažić    | Dalibor Đurđević Milovan Ristić        | 2      | 2                | 10 | 0 | 0 | Artur Dias Ovidiu Hațegan Clément Turpin |
| UEFA     | Gianluca Rocchi  | Elenito Di Liberatore Mauro Tonolini   | 2      | 1                | 11 | 0 | 0 | Artur Dias Ovidiu Hațegan Clément Turpin |
| UEFA     | Damir Skomina    | Jure Praprotnik Robert Vukan           | 1      | 3                | 1  | 0 | 0 | Artur Dias Ovidiu Hațegan Clément Turpin |

Unterstützungsschiedsrichter:
- Abdelkader Zitouni

## Besonderheiten
- Erstmals belegten drei Spieler einer Mannschaft die ersten drei Plätze der Torschützenliste.
- Mit Deutschland gewann die bisher jüngste Mannschaft das Turnier, die im Schnitt 24 Jahre und 4 Monate alt war.[18] Die im Finale eingesetzten Spieler waren mit einem Schnitt von 16,6 Länderspielen[19] auch die unerfahrensten vor Dänemark 1995 (18,2[20]).
- Drei Spieler bestritten während des Turniers ihr 100. Länderspiel: Igor Akinfejew (als erster Torhüter Russlands) gegen Portugal, João Moutinho (Portugal) gegen Neuseeland und Tim Cahill (als erster Feldspieler Australiens) gegen Chile.
- Alexis Sánchez (Chile) wurde mit seinem Tor im Gruppenspiel gegen Deutschland alleiniger chilenischer Rekordtorschütze und stellte in dem Spiel mit seinem 112. Länderspiel den Landesrekord von Claudio Bravo ein, den beide dann zusammen in den nächsten Spielen auf 115 steigerten. Das Tor war zudem das 400. Tor der Confed-Cup-Geschichte.
- Cristiano Ronaldo erzielte im Spiel gegen Neuseeland sein 75. Länderspieltor und zog damit mit dem Ungarn Sándor Kocsis gleich. Beide werden in Europa nur noch von Ferenc Puskás (Ungarn, 84 Tore) übertroffen.
- Das Gruppenspiel der deutschen Mannschaft gegen Kamerun war das 150. Spiel und der 100. Sieg unter Trainer Joachim Löw.
- Anthony Hudson, Neuseelands englischer Trainer ist nun mit einem Alter von 36 Jahren und 96 Tagen der jüngste Confed-Cup-Trainer.
- Mexiko stellte mit seiner Teilnahme den Rekord von Brasilien ein (beide sieben Teilnahmen).
- Die chilenische Mannschaft ist nun mit einem Durchschnittsalter von 29 Jahren und einem Monat das bisher älteste Confed-Cup-Team.
- Portugal ist die erste Mannschaft, der in einem Elfmeterschießen beim Confed-Cup kein Tor gelang.
- Chile ist die erste Mannschaft, die beim Confed-Cup dreimal nacheinander remis spielte.

Quellen: resources.fifa.com, Zahlen und Fakten zu Russland 2017

## Vermarktung, Organisation und Umfeld

### Fernsehübertragung

#### Deutschland
In Deutschland wurden die Spiele von den öffentlich-rechtlichen Fernsehsendern Das Erste und ZDF übertragen. Für die ARD kommentierten Tom Bartels und Gerd Gottlob, für das ZDF Claudia Neumann und Béla Réthy. Das Erste strahlte das Eröffnungsspiel aus, das ZDF übertrug das Finale. Die Übertragungen der Parallelspiele der Vorrunde am dritten Spieltag, die aus Wettbewerbsgründen gleichzeitig ausgetragen wurden, wurden bei der Gruppe A in einer Konferenzschaltung übertragen, wobei das Hauptaugenmerk auf dem Spiel Russland gegen Mexiko lag. Von den Parallelspielen der Gruppe B wurde das Spiel der deutschen Mannschaft gezeigt. Drei Spiele der Vorrunde wurden von Sport1 übertragen, darunter das Parallelspiel am letzten Spieltag, welches nicht vom ZDF live gezeigt wurde. Die Übertragung des Finalspiels im ZDF erreichte mit 14,69 Millionen Zuschauern (Marktanteil: 42,7 %) einen neuen Quotenrekord für den FIFA-Konföderationen-Pokal im deutschen Fernsehen.

#### Österreich
In Österreich wurden die Spiele von den öffentlich-rechtlichen Fernsehsendern ORF eins und ORFSport+ übertragen.

#### Schweiz
In der Schweiz übertrug der Fernsehsender SRF zwei alle Spiele. Als Moderatoren wurden Rainer Maria Salzgeber und Matthias Hüppi, als Kommentatoren Sascha Ruefer und Dani Kern engagiert.

### Spielball
Der offizielle Spielball wurde, wie schon bei Weltmeisterschaften, von Adidas gefertigt und trug bei diesem Turnier den Namen Krasava, was in der russischen Sprache „wunderschön“ bedeutet. Neben dem weißen Spielball gab es erstmals einen Winterball in orange, den man auch bei Schneetreiben erkennen sollte. Die Technik und der Aufbau orientierte sich an dem Modell der WM 2014, allerdings wurden nun nur noch sechs kongruente Paneele verwendet.

### Trikotausrüster
Adidas (Deutschland, Russland, Mexiko), Nike (Australien, Chile, Portugal, Neuseeland) und Puma (Kamerun) waren die drei Ausrüster der acht Teilnehmer.

### Logo
Das Logo lehnt sich bei der Formgebung an die Trophäe des Konföderationen-Pokals an. Auf dem Pokal ist ein Feuervogel, ein magisches Wesen aus der slawischen Mythologie, abgebildet. Neben dem Vogel finden sich noch mehrere Fenster, die eine Verbindung mit dem Logo der Weltmeisterschaft 2018 herstellen sollen. Sie zeigen die Verwandlung des Feuervogels in einen Feuerball, der im WM-Logo zu sehen ist. Im Sockel des Pokals sind acht rote Punkte sichtbar, sie repräsentieren die acht teilnehmenden Mannschaften. Dominierend ist die russische Nationalfarbe rot.

### Eröffnungs- und Schlussfeier
Vor dem ersten Spiel des Turniers traten im Stadion von St. Petersburg in einer knapp halbstündigen Aufführung hunderte Sänger und Tänzer auf. Das Stadion war zu diesem Zeitpunkt jedoch noch weitgehend leer. Neben einem Überblick über die russische Geschichte und Kultur wurden auch die vier Austragungsorte vorgestellt. Thematisch war die Feier an das Ballett Der Feuervogel angelehnt. Vor Spielbeginn hielten der russische Präsident Wladimir Putin und der FIFA-Präsident Gianni Infantino jeweils eine Rede.
Im Vorfeld des Finalspiels fand eine rund zwanzig Minuten dauernde Schlussfeier statt. Die Präsentation hat die Kultur, Geschichte und Kunst des Spielorts St. Petersburg aufgegriffen. Zudem flossen Motive des Konföderationen-Pokals, seiner früheren Gewinner und der teilnehmenden Mannschaften ein.

### Auswirkungen auf die FIFA-Weltrangliste
Durch das Turnier ergaben sich einige Veränderungen in der FIFA-Weltrangliste. Sieger Deutschland kehrte nach zwei Jahren wieder auf Platz 1 zurück (zuvor Platz 3). Finalgegner Chile, der im Turnier nur ein Spiel regulär gewann, verlor drei Plätze und fiel auf Rang 7 zurück. Dies ist darauf zurückzuführen, dass drei Spiele, darunter das Halbfinale gegen Portugal, das im Elfmeterschießen entschieden wurde, Unentschieden endeten. Zudem verloren die Chilenen in der Vorbereitung in Rumänien und erreichten bei einem Testspiel gegen Russland nur ein 1:1. Der Drittplatzierte Portugal verbesserte sich um vier (nun 4.), der Vierte Mexiko um einen Platz (nun 16.).
Von den in der Gruppenphase ausgeschiedenen Teams gewannen Australien drei Plätze (nun 45.) und Russland einen Platz (nun 62.), während Kamerun vier (nun 36.) und Neuseeland sogar 27 Plätze verlor und bis auf Platz 122 abstürzte.